# Браим Джеллуль, Амель
Амель Браим-Джеллуль (фр. Amel Brahim-Djelloul; род. 1975, Алжир, Алжир) — французская оперная певица (сопрано).

## Биография
Начала заниматься музыкой со скрипки, а потом обучалась пению. Первое музыкальное образование получила в родном городе. Пение начала изучать в 1995 году под руководством Абдельхамида Бельфероуни. Услышав её голос, Ноэль Баркер посоветовала ей поехать в Париж для получения международного образования. Переехав во Францию, училась в Национальной школе музыки в Монтрее у Франца Петри, а затем в Национальной консерватории в Париже у Пегги Бувере и Малкольма Уокера, с которыми и работала в дальнейшем. Окончила консерваторию в июне 2003 года.
Дебютировала в роли Памины в «Волшебной флейте». Её заметил Рене Якобс и пригласил на фестиваль старинной музыки в Иннсбрук. Она спела партии Валетто и Амура в «Коронации Поппеи», которой Якобс дирижировал в Театре Елисейских Полей, в Берлинской опере и брюссельском театре «Ла Монне». В 2005 году спела Сервилию в «Милосердии Тита» на Международном оперном фестивале в Экс-ан-Прованс. Позже приняла участие в Jardin des Voix Уильяма Кристи, выступив на самых известных сценах мира, включая Cité de la Musique в Париже, Барбикан в Лондоне, Большой театр Женевы и Линкольн-центр в Нью-Йорке. Во время этого тура привлекла внимание американской публики и впоследствии была приглашена спеть в «Мессии» Генделя с Национальным симфоническим оркестром США.

## Репертуар
Среди её сценических ролей — Дидона в «Дидоне и Энее», Сюзанна в «Свадьбе Фигаро», Деспина в «Так поступают все», Адина в «Любовном напитке», Нанетта в «Фальстафе», Мелисанда в «Пеллеасе и Мелисанде» Дебюсси, Антигона в «Эдипе» Энеску, Клеманс в опере Гуно «Мирей», сестра Дженовьева в «Сестре Анджелике» Пуччини, Нинетта в «Любви к трем апельсинам» Прокофьева, Минка в опере Шабрие «Король поневоле», Габриэль в «Парижской жизни» Оффенбаха, Вероника в одноименной оперетте Мессаже, Эвридика в опере Орфей в аду Жака Оффенбаха. Также выступает с сольными концертами.
Среди её записей — мотеты Люлли и Шарпантье. В 2008 году выпустила диск «Песнь Средиземноморья. Воспоминания об Аль-Андалус».

## Творческие контакты
Выступала с Национальным оркестром Франции, ансамблем «Процветающие искусства», Национальным симфоническим оркестром США и другими известными коллективами.

## Признание
Номинация на премию «Виктуар де ля мюзик» в номинации «Певец — открытие года» за диск «Тысяча и одна ночь» (2007).